# 정윤식 (기자)
정윤식(1984년 6월 27일 ~ )은 대한민국의 기자이다.

## 방송
- 2022년 6월 25일 ~ 2023년 4월 1일 : 모닝와이드 (주말 진행)
- 2023년 4월 3일 ~ 2024년 12월 27일 : 모닝와이드 (평일 진행)